# JR Miyajima Ferry
Le JR Miyajima Ferry (japonais : 宮島フェリー (Jeiāru Miyajima Ferī)) est une société de ferry desservant la route entre Miyajimaguchi et Miyajima, à Hatsukaichi au Japon.
JR Miyajima Ferry est exploité par JR West Miyajima Ferry Co., Ltd. Il y a trois ferries faisant la navette, leurs noms sont Miyajima-maru, Nanaura-maru et Misen-maru.

## Accès à Miyajima
- De la gare d'Hiroshima, il faut prendre la ligne principale Sanyō jusqu'à la gare de Miyajimaguchi (28 minutes)
- Aller à pied à la zone d'embarquement du JR Miyajima Ferry (6 minutes)
- La traversée en mer dure 10 minutes